# Memorias del Vitoria de antaño
Memorias del Vitoria de antaño es un libro escrito por Ladislao de Velasco, publicado por primera vez en 1889. Aborda diferentes asuntos históricos relativos a aquella ciudad española, capital de la provincia de Álava.

## Descripción

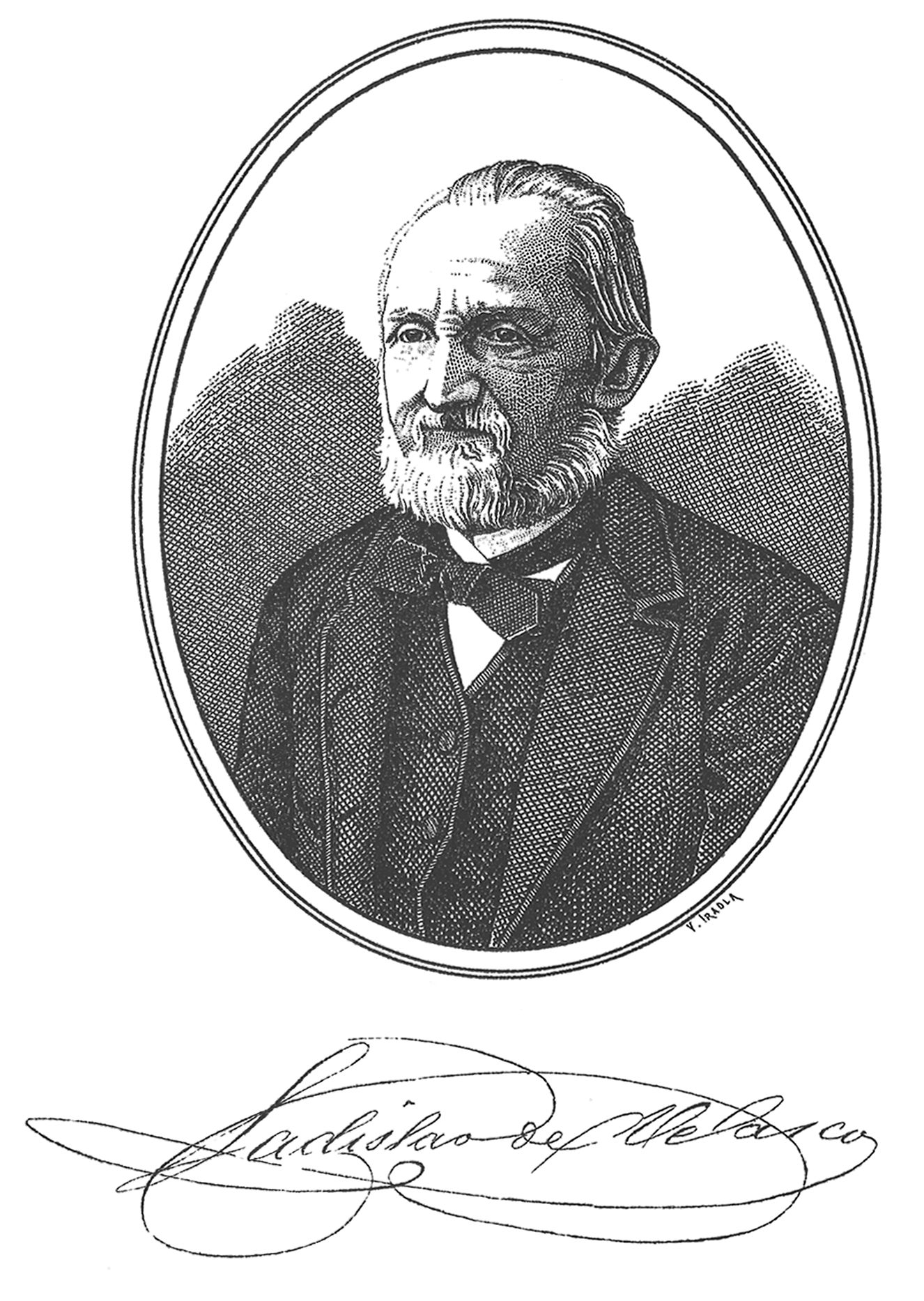
Retrato y firma de Ladislao de Velasco, autor del libro

Los primeros textos de la obra, que se concibieron primero para ser publicados en El Anunciador Vitoriano pero acabaron conformando un tomo de 348 páginas en cuarto, los escribió Velasco en 1886. Se imprimió en la imprenta de Domingo Sar. El propio autor explica en la introducción al libro cómo se fraguó la obra:

«Me proponía tan solo consignar algunos datos históricos de la Ciudad de Vitoria, trazar ligeramente la transformación y urbanización que ha experimentado en su caserío y calles, acompañando esas notas retrospectivas con la narración de algunos sucedidos humorísticos y cuadros de costumbres que he oído referir, ó alcanzado á presenciar. Pero insensiblemente he venido á escribir la historia y vida municipal de nuestro pueblo, historia exacta y oficial, pues toda ella está tomada de actas notariales que ese carácter tienen las del Ayuntamiento, y guarda en su Archivo desde el año 1428»
Ladislao de Velasco, en la introducción a la obra

Los textos trazan un recorrido que parte desde la fundación de la ciudad alavesa en el siglo XIII. Recorre luego centurias de historia en las que transita por la fundación de conventos, la invasión francesa, la batalla de Vitoria, el florecer cultural de la ciudad, su reorganización urbanística, la educación, la industria y las calles, entre otros asuntos, y concluye con un apartado dedicado a «sucedidos y episodios humorísticos populares». «Es obra de benedictino por lo minuciosa y prolija, y verdadero inventario y archivo de costumbres, prácticas, instituciones y menudencias curiosas que hubieran caído en olvido sin el acogimiento que en su libro les da el incansable anciano», reseñó Federico Baráibar en un texto biográfico escrito sobre Velasco para la revista Euskal-Erria. En 1889, cuando los textos se publicaron en forma de obra, Velasco contaba 72 años.